# Rostislav (jméno)
Rostislav je mužské křestní jméno slovanského původu. Vykládá se jako „ten, kdo rozšiřuje slávu“. Další variantou jména je Rastislav (srov. s Vratislav). Ženskou podobou jména je Rostislava.
Podle českého kalendáře má svátek 19. dubna.

## Zdrobněliny
Rosťa, Rostík, Rostíček, Rosťulda, Rosťulínek, Rasťo, Rastík

## Rostislav v jiných jazycích
- slovensky: Rastislav
- polsky: Rościsław
- srbsky, staroslověnsky: Rastislav
- rusky, bulharsky: Rostislav
- ukrajinsky: Rostyslav
- bělorusky: Rascisłaŭ

## Známí nositelé jména
- Rostislav – z dynastie Mojmírovců, v letech 846–870 byl druhým velkomoravským knížetem
- Rostislav Čtvrtlík – český herec
- Rostislav Novák – herec, potomek českých loutkařů Kopeckých
- Rostislav Olesz – český hokejový útočník
- Rostislav Pavelka (* 1976) – český fotbalista
- Rostislav Pelikán – český basketbalista
- Rostislav Pohlmann – český atlet a basketbalista
- Rostislav Pospíšil – český výtvarník a režisér
- Rostislav Sochorec – československý politik
- Rostislav Stach – český fotograf
- Rostislav Šesták (* 1960) – český fotbalista
- Rostislav Švácha – historik a teoretik umění a architektury, vysokoškolský pedagog
- Rostislav Václavíček (1946–2022) – český fotbalista (mistr ligy 1977/78 a olympijský vítěz 1980), otec Rostislava Václavíčka (* 1972)
- Rostislav Václavíček (1972) – český fotbalista a futsalista, syn Rostislava Václavíčka (* 1946)
- Rostislav Vojáček – bývalý československý fotbalový reprezentant (trojnásobný mistr ligy a bronzový medailista z ME 1980)
- Milan Rastislav Štefánik – slovenský vědec, voják, diplomat
- Rastislav Špirko – slovenský hokejista
- Rastislav Dej – slovenský hokejista